# モネガスク・フラン
モネガスク・フラン（フランス語：franc monégasque）は、ユーロに切り替えられた2002年（法令上は1999年）までのモナコ公国における法定通貨。フランの1⁄100の補助単位としてサンチーム (centime)、1⁄10のものとしてデシーム (decime）があった。モネガスク・フランはフランス・フランと等価で流通されていた。フランス・フランと同様にモネガスク・フランも1960年に旧100フランを新1フランとする改定が実施された。またユーロに対しては1ユーロ = 6.55957フランと定められた。
ユーロ切り替え以降、モネガスク・フラン硬貨には未使用貨を含めても貨幣収集における価値しかない。モネガスク・フラン硬貨をユーロに交換することができる期間は既に終了している。

## 硬貨
モナコにおいて初めてとなる十進法の硬貨は1837年から1838年にかけて発行されており、その額面は5サンチーム、1デシーム、5フランであった。5サンチームと1デシームは銅と真鍮で鋳造されており、そのとき以前に鋳造されていたフランスの硬貨と同じ大きさであった（ただし当時のフランスでは同じ額面の硬貨を鋳造していなかった）が、一方で5フラン硬貨はフランスの硬貨に合わせて作られていた。1882年以降はこれらの硬貨が発行されることはなく、その代わりに100フラン金貨が1904年まで発行されていた。
1924年から1926年にかけて50サンチーム、1フラン、2フランアルミニウム青銅貨がフランスの硬貨と同じ大きさで発行されていた。1943年、1フラン、2フランアルミニウム貨が導入され、その後1945年にアルミニウム青銅に変更され、5フラン硬貨がアルミニウムで製造された。1946年には10フラン白銅貨が、1947年には20フラン白銅貨がそれぞれ導入されたが、これらの硬貨はフランスの硬貨に合わせて作られたものではなかった。1950年、10, 20, 50アルミニウム青銅貨と100フラン白銅貨が導入され、その後1956年に100フラン硬貨はフランスの同額面硬貨の寸法に合わせるために小さくなった。
1960年のフランの価値改定の際に、モナコでは1フランニッケル貨と5フラン銀貨を発行した。1962年には10, 20, 50フランアルミニウム青銅貨が、1965年には1⁄2フランニッケル貨が、1971年にはニッケルでめっきが施された5フラン白銅貨が、1974年には10フランニッケル黄銅貨が、1976年には1サンチームステンレス貨と5サンチームアルミニウム青銅貨が、1989年と1992年にはそれぞれ10フランと20フランバイメタル貨が導入された。以上の硬貨はいずれもフランスの硬貨と寸法や素材の配合が合わされたものとなっていた。

## 紙幣
モネガスク紙幣が発行されたのは1920年から1921年にかけてのみであり、これらは25サンチーム、50サンチーム、1フランの額面で緊急紙幣として発行された。